# نورت مریزول (واشینگتن)
نورت مریزول (به انگلیسی: North Marysville) یک منطقهٔ مسکونی در ایالات متحده آمریکا است که در شهرستان اسنوهومیش، واشینگتن واقع شده‌است. نورت مریزول ۳٫۴ کیلومتر مربع مساحت و ۱۰۸ نفر جمعیت دارد و ۲۵ متر بالاتر از سطح دریا واقع شده‌است.